# 內梅魯特湖

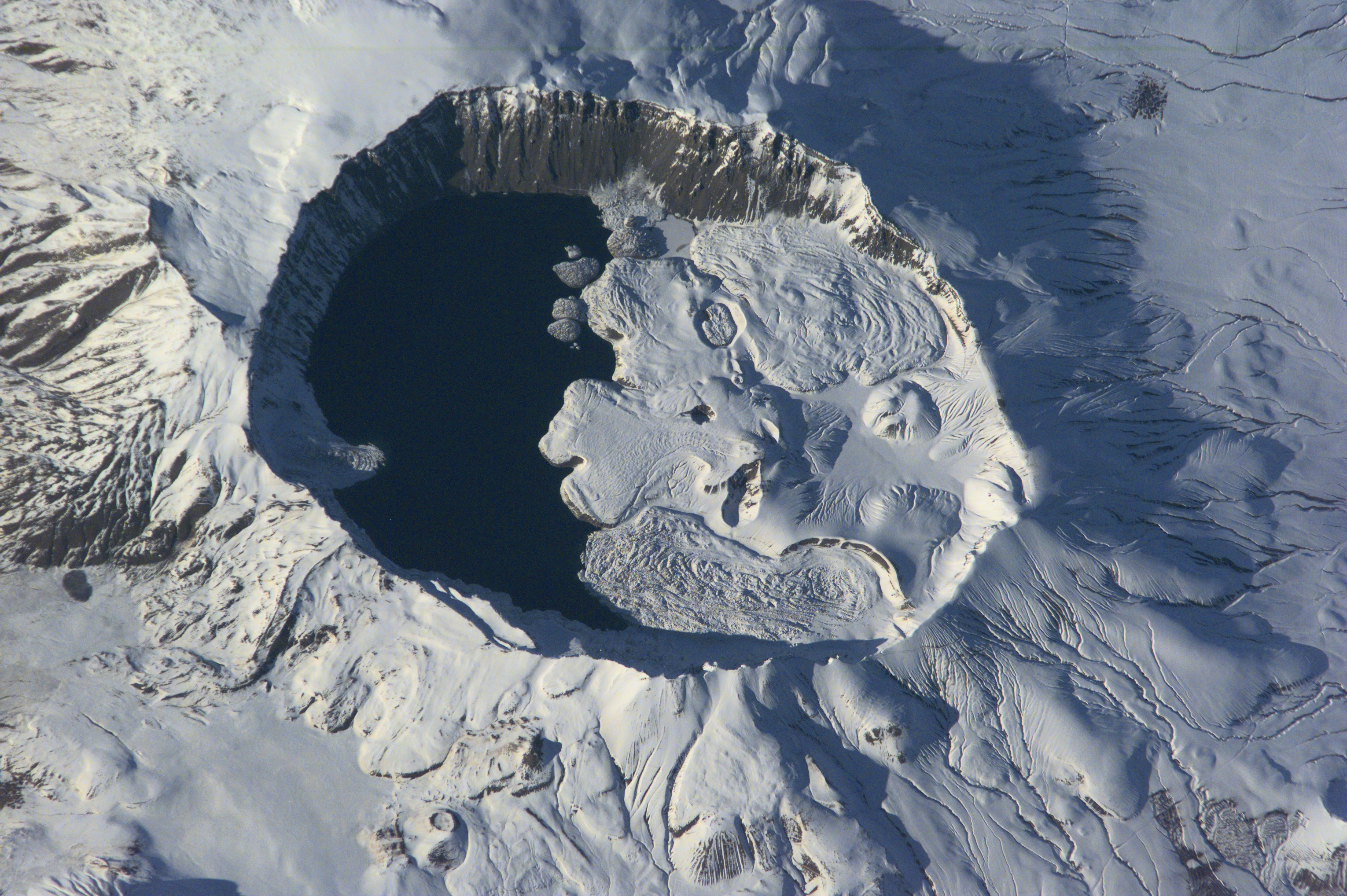
內梅魯特湖

內梅魯特湖（土耳其語：Nemrut Gölü）是土耳其的湖泊，位於該國東部內姆魯特火山，由比特利斯省負責管轄，長4.9公里、寬2.1公里，面積12.36平方公里，海拔高度2,247米，平均水深140米，最大水深176米。
38°39′N 42°14′E / 38.65°N 42.23°E

## 外部連結
- Awarded "EDEN - European Destinations of Excellence" non traditional tourist destination 2010